# Stedesand
Stedesand (dansk/tysk) eller Stääsönj (nordfrisisk)  er en landsby og kommune beliggende cirka 5 kilometer sydvest for Nibøl i det nordvestlige Sydslesvig. Administrativt hører kommunen under Nordfrislands kreds i den tyske delstat Slesvig-Holsten. Til kommunen hører også Hundebøl (tysk: Hunnebüll), Størteværkkog (nordfrisisk: Störtewärkskuuch, tysk:  Störtewerkerkoog), Troldbøl (tysk: Trollebüll) og Vester Snattebøl (nordfrisisk: Weester Snootebel, tysk:  Wester Schnatebüll). Kommunen samarbejder på administrativt plan med andre kommuner i omegnen i Sydtønder kommunefællesskab (Amt Südtondern). Stedesand er sogneby i Stedesand Sogn. Sognet lå i Kær Herred (Tønder Amt), da Slesvig var dansk indtil 1864.
Stedesand er første gang nævnt 1352. Den jyske udtale er Strø'sanj og Ste'sanj. Det antages, at Stedsand er en udflyyterby fra Stadum. Stedesand blev altså bygget på det til Stadum hørende sand, deraf navnet. Tidligere var Stedesand og Klintum (tilhørende Læk kommune) de yderste byer mod vest på den sandede landryg, som gennem det ellers af moser opfyldte og derefter benævnte Kær Herred strækker sig fra Langbjerg mellem Klintum og Stadum til ind i Vis Herred ved Frøslev og hvorpå der findes flere landsbyer som hentyder til den sandede gest såsom Enge-Sande, Stedesand og Sandager.
Vester Snattebøl er første gang nævnt 1438. Snate synes at være et personnavn, dog forekommer i sønderjysk og andre dialekter også snatte (≈søle), hvoraf navnet mulig kunde udledes (sml. Snatterup i Skåne). den spredt liggende bebyggelse Størteværkskog er føtste gang nævnt 1580. Størteværk er et begreb, som fandt anvendelse under digebygningen. Den kan oversættes med jordvogn.
Størteværkkog (Störtewerkerkoog) og Vester Snattebøl (Wester Schnatebüll) blev indlemmet i februar 1974. Mens Vester Snattebøl kom under Stedesand, hører Øster Snattebøl under Læk. Kommunen er landbrugspræget. Byen ligger nord for Soholm Å, som danner grænsen mellem Kær og Nørre Gøs Herred.

## Kendte
Den dansk-frisiske kunstner Moritz Momme Nissen (1822-1902) kom fra Stedesand. Den dansk-tyske maler Hans Peter Feddersen (1848-1941) og dansk-frisiske teolog Christian Feddersen (1786-1874) kom fra Vester Snattebøl. 